# Thoracocarpus bissectus
Thoracocarpus es un género monotípico  de plantas con flores perteneciente a la familia Cyclanthaceae. Su única especie: Thoracocarpus bissectus es un bejuco semi epifita que se distribuye por Sudamérica.

## Taxonomía
Thoracocarpus bissectus fue descrita por (Vell.) Harling  y publicado en Acta Horti Bergiani 18(1): 255–260, f. 4e, 8g, 68, t. 51–53. 1958.
Sinonimia
- Carludovica bracteosa Gleason
- Carludovica kegeliana Lem.
- Carludovica mattogrossensis Lindm.
- Carludovica sarmentosa Sagot ex Drude
- Carludovica tristicha Drude
- Dracontium bissectum Vell.
- Philodendron bissectum (Vell.) Stellfeld[2]